# Région de Murcie
Ne doit pas être confondu avec Région de Murcie (1833-1978).
La région de Murcie (en espagnol : Región de Murcia) est une communauté autonome monoprovinciale du sud-est de l'Espagne – sa seule province est la province de Murcie, qui n'est définie qu'à des fins électorales. Sa capitale est la ville de Murcie mais le siège de l'assemblée régionale est à Carthagène.

## Géographie
La région de Murcie couvre une superficie de 11 317 km2, soit 2,2 % du territoire espagnol, ce qui en fait la neuvième communauté la plus étendue. Elle est bordée au nord par la province d'Albacete qui appartenait antérieurement à cette région, mais aujourd'hui affectée à la communauté autonome de Castille-La Manche, à l'est par la province d'Alicante (Communauté valencienne), au sud par la mer Méditerranée et à l'ouest par les provinces d'Almeria et de Grenade (communauté autonome d'Andalousie).
La région de Murcie occupe le centre de l'arc méditerranéen de la péninsule ibérique, entre 38° 45′ et 37° 23′ de latitude nord et 1° 20′ et 3° 02′ de longitude est.
En la région se situe un ensemble de systèmes montagneux nommé cordillères Bétiques, qui est subdivisé à trois chaînes de montagnes qui sont les cordillères Prébétiques, les cordillères Subbétiques et les cordillères Pénibétiques. La deuxième cordillère occupe partiellement le centre de la région et la moitié du Nord. Les municipalités (équivalents des communes) de sud de cette communauté autonome sont occupées par la troisième cordillère.

## Histoire
La région de Murcie a été habitée depuis la Préhistoire. Des vestiges osseux des êtres appartenant à l'espèce homme de Néandertal ont été trouvés sur une colline nommée Cabezo Gordo de la municipalité Torre-Pacheco (au sud-est) et ils ont haute importance au domaine de la paléontologie de cette espèce de homo.
Pendant la fin de l'âge du cuivre et l'âge du bronze, des personnes de la culture d'El Argar étaient présentes à la région. La civilisation qui occupait la zone pendant la fin de l'âge du cuivre et l'âge du fer était la ibère.
La période préhistorique de la région de Murcie reste encore assez mal connue. Les travaux de fouilles restent insuffisants, d'autant que la présence des natifs à l'âge du bronze et à l'âge du fer tendent à se confondre avec celle des colons phéniciens et grecs. Il apparaît cependant que les échanges entre les habitants de la région et les peuples de la Méditerranée orientale deviennent constant et progressif à partir du VIIIe siècle avant notre ère. Les découvertes archéologiques ont par exemple mis au jour des barques d'origines phéniciennes datant du VIIe siècle avant notre ère sur la côte près de la ville de Mazarrón.
Hasdrubal fonda la ville de Cartagène (Carthago Nova en latin) en -230, en vue d'exploiter les mines d'argent de la région. Les Romains prirent cette ville aux Carthaginois en -210 grâce à Scipion. À la chute de l'Empire romain, les Wisigoths occupèrent la région de Murcie avant de céder la place aux Maures en 713.
Ceux-ci introduisirent un système d'irrigation à grande échelle, sur lequel repose toujours l'agriculture murcienne. Ils donnaient à la région le nom de Todmir ; d'après le cartographe arabe du XIe siècle Al Idrissi, elle incluait les villes de Lorca, Orihuela, Mula et Chinchilla.
Le taïfa de Murcie devint indépendant après l'effondrement du califat de Cordoue. C'était une taïfa qui avait pour centre la ville de Murcie. La taïfa maure de Murcie incluait Albacete et une partie de la région d'Almería. Après la bataille de Sagrajas, en 1086, la dynastie almoravide reprit le contrôle des taïfas et réunifia l'Espagne musulmane.
Ferdinand III de Castille obtient la soumission du roi maure de Murcie en 1243 ; comme dans le reste du pays, les musulmans furent expulsés des villes. Le successeur de Ferdinand III, Alphonse X, afin de rendre plus facile l'administration de la région, la divisa en trois parties, gouvernées par des consejos de realengro, des señores seculares – qui se voyaient ainsi remerciés de leur contribution à la Reconquista – et des ordres militaires comme celui de Calatrava. Alphonse X annexa définitivement le royaume de Murcie et la seigneurie de Cartagène en 1266 ; le royaume resta juridiquement un vassal du royaume d'Espagne jusqu'aux réformes prévues par la constitution libérale de 1812.
Enfin, la communauté autonome de Murcie fut créée en 1982 à partir de la seule province homonyme, dont les particularismes ne lui ont pas permis d'intégrer les régions voisines — elle n'appartient pas à la Castille historique, ni à l'Andalousie, ni au territoire historique de la couronne d'Aragon

## Politique
Le régime de Murcie constitue une communauté autonome. Son statut d'autonomie est régi par une loi organique du 9 juin 1982, entrée en vigueur un mois plus tard.
Le statut crée une démocratie parlementaire pluraliste. L'Assemblée régionale comprend 45 députés élus pour quatre ans à la proportionnelle dans cinq circonscriptions électorales, exerce le pouvoir législatif, budgétaire et le contrôle du gouvernement. Investi par elle, le président dirige l'action du gouvernement et représente la région, partageant avec son gouvernement l'exercice du pouvoir exécutif. Bien que la capitale soit fixée à Murcie, les parlementaires tiennent session à Carthagène.
Le territoire régional forme — depuis législatives de 1993 — un bastion du Parti populaire (PP). Celui-ci a bénéficié de la majorité absolue à l'Assemblée régionale entre 1995 et 2015. Il gouverne depuis en minorité avec 22 députés.
Depuis 2017, Fernando López Miras (PP) est président de la région. Par ailleurs, la Murcie a été la première Communauté autonome à être présidée par une femme, la socialiste María Antonia Martínez entre 1993 et 1995.

## Population
La région de Murcie est peuplée de 1 335 792 habitants, d'après le recensement de 2005, soit 3,0 % de la population espagnole ; un tiers vit dans la commune de Murcie. Après Ceuta et Melilla, c'est la région dont le taux de croissance naturelle (5,52 pour 1 000 habitants) et le taux de natalité (13,00 pour 1 000 habitants) sont les plus élevés d'Espagne. L'espérance de vie est de 76 ans pour les hommes et de 82 ans pour les femmes.
| Année | Nombre d'habitants | Année | Nombre d'habitants |
| 1900  | 581 455            | 1970  | 832 047            |
| 1910  | 620 926            | 1981  | 955 498            |
| 1920  | 654 436            | 1991  | 1 045 601          |
| 1930  | 651 979            | 1996  | 1 097 249          |
| 1940  | 731 221            | 1999  | 1 131 128          |
| 1950  | 755 850            | 2001  | 1 190 378          |
| 1960  | 803 086            | 2005  | 1 335 792          |
|       |                    | 2008  | 1 470 069          |

La ville de Murcie compte 409 810 habitants (563 272 dans l'aire métropolitaine). La deuxième ville de la communauté autonome est Cartagène, avec 214 918 habitants. Toutes les institutions régionales se trouvent à Murcie, à l'exception de l'Assemblée régionale, qui siège à Cartagène.

## Subdivisions

Cantons de la région de Murcie

### Cantons
La région de Murcie est subdivisée en 12 cantons :
- Altiplano
- Alto Guadalentín
- Bajo Guadalentín
- Comarca del Campo de Cartagena
- Huerta de Murcia
- Mar Menor
- Noroeste
- Región Oriental
- Río Mula
- Valle de Ricote
- Vega Alta del Segura
- Vega Media del Segura

### Communes
La région de Murcie compte 45 communes (municipios en espagnol).

## Personnalités liées à la communauté autonome
- Ibn Arabi, penseur né en 1165 et mort en 1240[10].
- Francisco Salzillo, sculpteur d'imagerie religieuse né en 1707 et mort en 1783[11].

- Isaac Peral, né en 1851 et mort en 1895[12].
- Carmen Conde, écrivaine née en 1907 et morte en 1996[13].
- Bárbara Rey, actrice espagnole née en 1950.
- Arturo Pérez-Reverte, écrivain né en 1951[14].
- Nicolás Almagro, joueur de tennis né en 1985[15].
- Carlos Alcaraz, joueur de tennis né en 2003